# Cyclostrema ponsonbyi
Cyclostrema ponsonbyi är en snäckart. Cyclostrema ponsonbyi ingår i släktet Cyclostrema och familjen turbinsnäckor. Inga underarter finns listade i Catalogue of Life.